# HD 21563
HD 21563，又名CP-70 230，SAO 248797、HR 1053，是一颗恒星，视星等为6.15，位于銀經286.07，銀緯-42.15，其B1900.0坐标为赤經3h 23m 36.7s，赤緯-69° -42.15′ 34″。